# Guanzi (instrument)
Pour les articles homonymes, voir Guanzi et Bili.

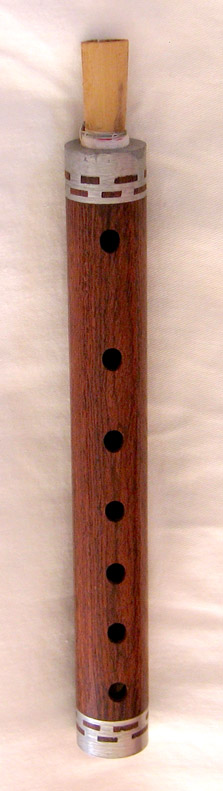
Guanzi

Le guan (chinois : 管 ; pinyin : guǎn ; litt. « tube ») ou guanzi (管子) et bili (筚篥 / 篳篥, bìlì) est un hautbois en bambou chinois à anche double. Étant donné sa perce cylindrique, il a un son de clarinette, et se rapproche du balaban arménien ou du hichiriki japonais. Il existe également le houguan (喉管, hóuguǎn, « guan de gorge ») ou luguan  en cantonais[réf. nécessaire].
Le terme « guan » est très ancien, mais il désignait des flûtes lors de la dynastie Zhou, alors que les hautbois étaient connus sous un autre nom, hujia (胡笳, hújiā, « hautbois barbare »), un tube en roseau étranger. Ce n'est que lors de la dynastie Tang qu'il s'est développé en instrument de Cour avant de se répandre aux alentours (piri en Corée et hichiriki au Japon).

## Facture
Dans le nord, le guan est fait d'un court cylindre de bois dur (de 18 à 33 cm), alors que dans le sud, il est en bambou. Il a sept trous sur le dessus et un dessous pour le pouce.
Le guanzi est élaboré en plusieurs clés alors que le houguan est disponible en trois tailles et avec un pavillon. Des versions à clés chromatiques et à trous supplémentaires ont été développées récemment.
L'anche double pliée est en roseau très grossier, insérée directement dans le corps de l'instrument.

## Jeu
Il a un registre de deux octaves et demie, mais est capable de reproduire des altérations microtonales et des vibratos.
C'est un instrument réputé difficile à jouer à cause de son embouchure. « S'il faut cent jours pour apprendre le sheng, il en faut mille pour le guan », disent les Chinois.
C'est aujourd'hui un instrument folklorique jouant dans les ensembles de percussions chuida ou guchui, lors des festivals et mariages. Il est aussi encore en usage dans l'Opéra de Pékin.